# Götz George
Götz Karl August George (Berlino, 23 luglio 1938 – Amburgo, 19 giugno 2016) è stato un attore tedesco, noto in Germania per aver interpretato il ruolo di Horst Schimanski nella 
serie TV Tatort.

## Biografia

### Infanzia
Götz George nacque in una famiglia di attori: suo padre Heinrich George era un famoso attore di cinema e di teatro dei suoi tempi ed anche la madre Berta Drews era una nota attrice. Il padre, che gli diede il nome di Götz in onore del suo ruolo preferito, il Götz von Berlichingen di Goethe, morì nel 1946 nel campo speciale sovietico numero 7 di Sachsenhausen, dove era stato rinchiuso per via della sua vicinanza al regime nazionalsocialista. Götz crebbe a Berlino con la madre e con il fratello maggiore Jan (1931), che in seguito divenne fotografo, documentarista e regista pubblicitario. A Berlino frequentò la Berthold-Otto-Schule a Lichterfelde per poi iscriversi in Svizzera al Lyceum Alpinum di Zuoz.

### Carriera
Götz George debuttò sul palcoscenico nel 1950 in Il mio cuore è sull'altopiano di William Saroyan, al Berliner Hebbel-Theater. Nel 1953 ebbe il suo primo piccolo ruolo cinematografico accanto a Romy Schneider in Wenn der weiße Flieder wieder blüht. Nello stesso anno recitò per la prima volta accanto a sua madre (situazione che poi si ripeté diverse volte) nel Riccardo III di Shakespeare. Dal 1955 al 1958 studiò con Else Bongers presso il Nachwuchsstudio della UFA. Il suo primo ruolo da protagonista arrivò nel 1956 nel film della DEFA Alter Kahn und junge Liebe. Tuttavia il passo fondamentale nella sua formazione artistica si ebbe tra il 1958 ed il 1963, allorquando su consiglio di sua madre George lavorò presso il Deutsches Theater di Gottinga sotto la direzione di Heinz Hilpert. Dopo la morte di Hilpert, George non si legò mai più ad una compagnia stabile, lavorando o in tournée o come ospite.
Nel 1972 fu chiamato da Hansgünther Heyme presso la Kölner Schauspielhaus per interpretare Martin Lutero in Martin Luther und Thomas Münzer dello scrittore Dieter Forte. Nel 1978 recitò in La rosa tatuata di Tennessee Williams a fianco di Sonja Ziemann. Nel 1981 ebbe il ruolo di Danton ne La morte di Danton di Georg Büchner alla Salzburger Festspiele. Nel 1986/87 George, insieme a Eberhard Feik ed Helmut Stauss, inscenò il Revisor di Nikolai Gogol. L'ultima tournée teatrale di George fu nel 1990 con Platonov di Anton Tschechow.
Per quanto riguarda il cinema, dopo alcuni ruoli minori negli anni Cinquanta, George ottenne il primo successo di critica con il film Jacqueline nel 1959. Per questa interpretazione ricevette il Deutscher Filmpreis come "miglior attore" nonché il premio speciale della critica. Nel 1961 ricevette il Bambi come attore più amato dal pubblico.
Negli anni Sessanta George recitò in diversi film quali Storia di un disertore e Herrenpartie. Divenne noto ad un pubblico ancora più vasto a seguito delle trasposizioni cinematografiche dei racconti di Karl May, con il primo episodio intitolato Il tesoro del lago d'argento del 1962. In questi film George recitava senza l'ausilio di stunt, come anche nel suo ruolo da protagonista di sceriffo in Sie nannten ihn Gringo.
Negli anni Settanta George lavorò prevalentemente in teatro e nelle serie televisive, partecipando a numerosi episodi di Der Kommissar, Tatort, L'ispettore Derrick e Il commissario Köster. Soltanto nel 1977 ottenne una parte importante al cinema in Aus einem deutschen Leben, dove interpretò Franz Lang, una figura tratta dalla biografia del comandante del campo di concentramento di Auschwitz-Birkenau Rudolf Höß. Nel 1988 venne ingaggiato nuovamente dalla DEFA in Der Bruch insieme a Rolf Hoppe e Otto Sander.
Ma il maggior successo di pubblico di George risale agli anni Ottanta ed alla serie di Tatort prodotta dalla WDR, per la quale egli interpretò il ruolo di Horst Schimanski dal 1981 al 1991. In questo stesso ruolo George recitò anche in un film-tv del 1990, Unter Brüdern, primo crossover tra la serie poliziesca originaria della Germania dell'Ovest, Tatort appunto, e la sua "sorella" della Germania dell'Est, Polizeiruf 110; inoltre il suo personaggio ricevette uno spin-off dedicato, trasmesso in Italia da TMC/LA7.

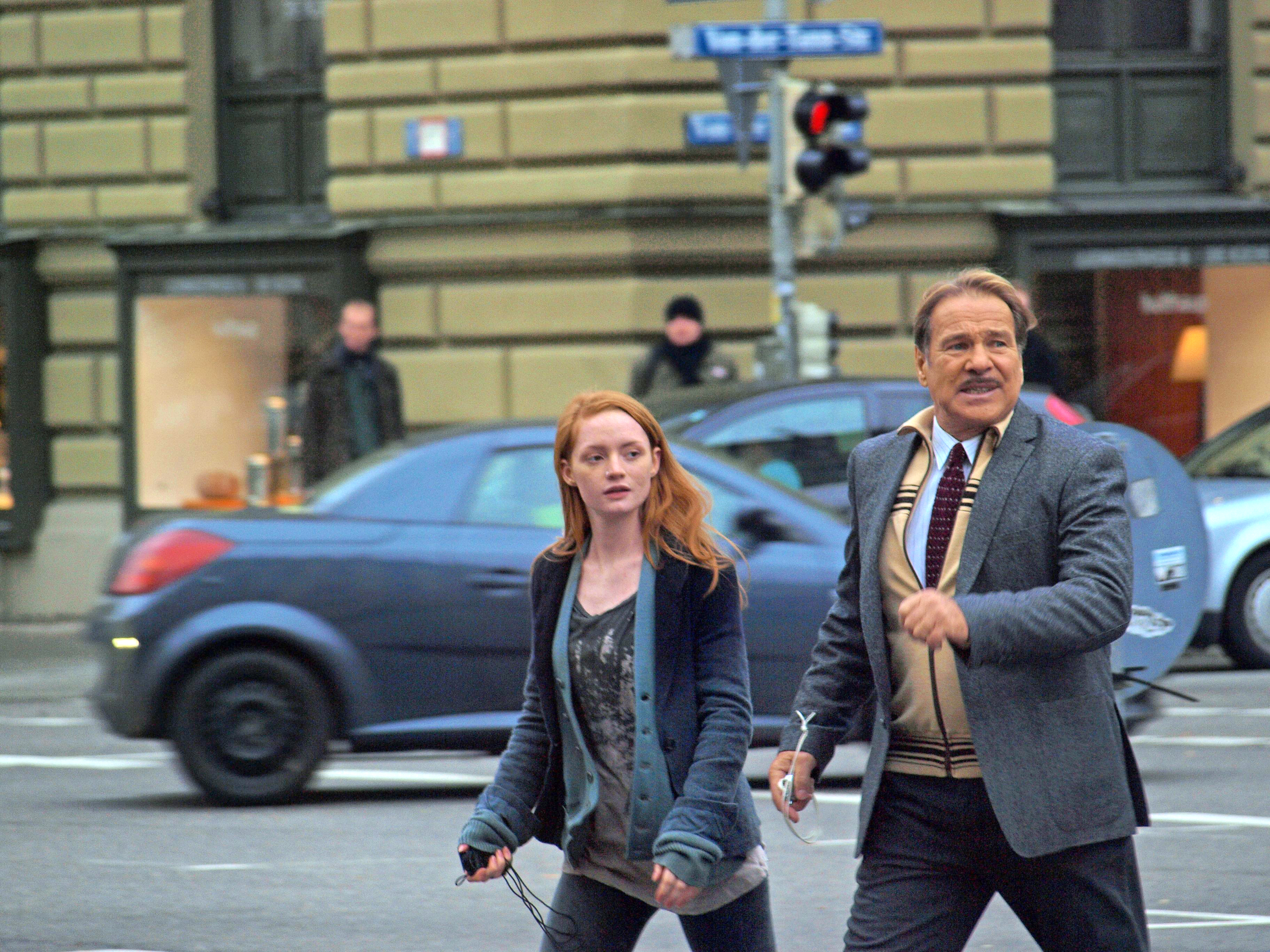
George con Janina Stopper durante le riprese di Papa allein zu Haus (2009)

Negli anni Novanta interpretò il presunto serial killer e letterato Henry Kupfer in Der Sandmann. In Die Bubi-Scholz-Story trattò il tema di un vecchio pugile. In Der Totmacher - la belva ferita è l'omicida seriale Fritz Haarmann, interpretazione che gli valse la Coppa Volpi alla Mostra internazionale d'arte cinematografica di Venezia ed il quarto ed ultimo Deutscher Filmpreis. In Nichts als die Wahrheit del 1999 interpretò il ruolo del medico nazista Josef Mengele. Ruoli più leggeri furono invece quelli ottenuti in diversi film di Helmut Dietl: il giornalista amburghese Hermann Willié in Schtonk!, il regista Uhu Zigeuner in Rossini ed il moribondo cancelliere federale in Zettl.

### Vita privata
George fu sposato con l'attrice Loni von Friedl dal 1966 al 1976: dal matrimonio nacque una figlia, Tanja.
Socio del Monaco 1860 dal 1986, dal 1997 cominciò la convivenza con la giornalista amburghese Marika Ullrich, con la quale si sposò nel 2014.
Götz George morì il 19 giugno 2016, dopo una breve malattia, e venne sepolto con cerimonia strettamente privata ad Amburgo. La notizia della sua morte fu resa pubblica solo sette giorni più tardi.

## Impegno sociale
Dal 2010 Götz George ha cominciato il suo impegno a favore della lega tedesca per la lotta contro i tumori e la sua attività di volontario per il progetto "Rainer Wahnsinn". Inoltre partecipò ad una campagna del Weisser Ring, una lega a favore delle vittime degli atti di criminalità.

## Filmografia parziale
- Storia di un disertore, regia di Wolfgang Staudte (1960)
- Siberia anni 50, regia di Leopold Lahola (1961)
- Il gioco dell'assassino, regia di Helmut Ashley (1961)
- Mal d'Africa... Mal d'amore!, regia di Alfred Vohrer (1961)
- Ipnosi, regia di Eugenio Martín (1962)
- Paga o muori, regia di Alfred Vohrer (1964)
- Il giorno più lungo di Kansas City, regia di Harald Philipp (1967)
- The Blood of Fu Manchu, regia di Jesús Franco (1968)
- Il giovane selvaggio, regia di Rudolf Zehetgruber (1969)
- Out of order - Fuori servizio, regia di Carl Schenkel (1984)
- Sul luogo del delitto, regia di Peter Adam (1988)
- Occhi blu, regia di Reinhard Hauff (1989)
- Schtonk!, regia di Helmut Dietl (1992)
- Solo per il successo, regia di Lars Kraume (2001)